# Nuevitas
Nuevitas è un comune di Cuba, situato nella provincia di Camagüey.